# Energia maremotriz
Energia maremotriz, ou energia das marés, é o modo de geração de energia por meio do movimento das marés. Dois tipos de energia maremotriz podem ser obtidos: energia cinética das correntes devido às marés e energia potencial pela diferença de altura entre as marés alta e baixa.
O aproveitamento da energia das marés pode ser feito a partir de centrais elétricas que funcionam por ação da água dos mares. É necessária uma diferença de 7 metros entre a maré alta e a maré baixa para que o aproveitamento desta energia seja renovável. Atualmente na Europa existem pelo menos duas destas centrais: Uma no norte de França e outra na Rússia.

## Princípio
A energia maremotriz é obtida das marés oceânicas da Terra. As forças de maré resultam de variações periódicas na atração gravitacional exercida pelos corpos celestes. Essas forças criam movimentos ou correntes correspondentes nos oceanos do mundo. Isso resulta em mudanças periódicas nos níveis do mar, variando conforme a rotação da Terra. Essas mudanças são altamente regulares e previsíveis, devido ao padrão consistente da rotação da Terra e da órbita da Lua em torno da Terra.
A energia maremotriz é a única tecnologia que utiliza energia inerente às características orbitais do sistema Terra-Lua e, em menor grau, do sistema Terra-Sol. Outras energias naturais exploradas pela tecnologia humana se originam direta ou indiretamente do Sol, incluindo combustíveis fósseis, energia hidrelétrica convencional, eólica, biocombustível, energia das ondas e solar. A energia nuclear utiliza os depósitos minerais de elementos fissionáveis da Terra, enquanto a energia geotérmica utiliza o calor interno da Terra, que vem de uma combinação de calor residual da acreção planetária (cerca de 20%) e calor produzido pela decomposição radioativa (80%).
Um gerador de maré converte a energia dos fluxos de maré em eletricidade. Maior variação de maré e maiores velocidades de corrente de maré podem aumentar drasticamente o potencial de um local para geração de eletricidade por meio das marés. Por outro lado, a energia das marés tem alta confiabilidade, excelente densidade energética e alta durabilidade.
Como as marés da Terra são devidas, em última análise, à interação gravitacional com a Lua e o Sol e à rotação da Terra, a energia das marés é praticamente inesgotável e, portanto, é classificada como um recurso de energia renovável. O movimento das marés causa uma perda de energia mecânica no sistema Terra-Lua: isso resulta do bombeamento de água através de restrições naturais ao redor das costas e consequente dissipação viscosa no fundo do mar e na turbulência. Essa perda de energia fez com que a rotação da Terra diminuísse em 4,5 bilhões de anos desde sua formação. Durante os últimos 620 milhões de anos o período de rotação da Terra (duração de um dia) aumentou de 21,9 horas para 24 horas.

## Métodos

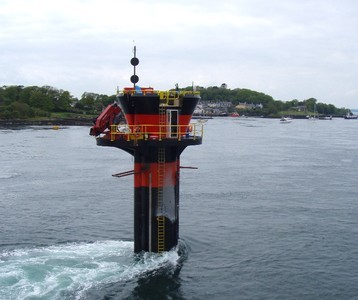
O primeiro gerador de corrente de maré em escala comercial e conectado à rede do mundo – SeaGen – em Strangford Lough. A forte corrente mostra a força da maré.

### Gerador maremotriz
Os geradores de correntes de maré usam a energia cinética da água em movimento para alimentar turbinas, de forma semelhante às turbinas eólicas, que usam o vento para alimentar turbinas. Alguns geradores de maré podem ser incorporados às estruturas de pontes existentes ou ficar totalmente submersos, evitando assim preocupações com estética ou impacto visual. Restrições de terra, como estreitos ou enseadas, podem criar altas velocidades em locais específicos, que podem ser capturadas usando turbinas. Essas turbinas podem ser horizontais, verticais, abertas ou canalizadas.

### Barragem de maré
As barragens de maré usam energia potencial na diferença de altura (ou carga hidráulica) entre as marés alta e baixa. Ao usar barragens de maré para gerar energia, a energia potencial de uma maré é aproveitada por meio do posicionamento estratégico de represas especializadas. Quando o nível do mar sobe e a maré começa a subir, o aumento temporário da força das marés é canalizado para uma grande bacia atrás da represa, que contém uma grande quantidade de energia potencial. Com a maré vazante, essa energia é então convertida em energia mecânica, à medida que a água é liberada por meio de grandes turbinas que criam energia elétrica por meio do uso de geradores.

### Lagoa maremotriz
Uma nova opção de projeto de energia maremotriz é construir muros de contenção circulares com turbinas incorporadas que podem capturar a energia potencial das marés. Os reservatórios criados são semelhantes aos das barragens de maré, exceto que o local é artificial e não contém um ecossistema preexistente. As lagoas também podem ser em formato duplo (ou triplo) sem bombeamento ou com bombeamento que irá achatar a potência de saída. A energia de bombeamento pode ser fornecida pelo excesso de energia renovável em relação à demanda da rede, por exemplo, turbinas eólicas ou painéis solares fotovoltaicos. O excesso de energia renovável, em vez de ser reduzido, poderia ser usado e armazenado para um período posterior. Lagoas maremotrizes geograficamente dispersas com um intervalo de tempo entre os picos de produção também achatariam o pico de produção, proporcionando uma produção próxima à carga de base a um custo mais alto do que outras alternativas, como o armazenamento de energia renovável para aquecimento urbano. A cancelada Tidal Lagoon Swansea Bay, no País de Gales, Reino Unido, teria sido a primeira usina de energia maremotriz deste tipo, uma vez construída.

## Estudos dos EUA e do Canadá no século XX
O primeiro estudo de usinas de energia maremotriz de grande porte foi realizado pela Comissão Federal de Energia dos EUA em 1924. Se construídas, as usinas de energia seriam localizadas na área da fronteira norte do estado americano do Maine e na área da fronteira sudeste da província canadense de New Brunswick, com várias represas, usinas de energia e eclusas cercando a Baía de Fundy e a Baía de Passamaquoddy. O estudo não resultou em nada e não se sabe se o Canadá foi contactado sobre o estudo pela Comissão Federal de Energia dos EUA.
Em 1956, a concessionária Nova Scotia Light and Power de Halifax encomendou dois estudos sobre a viabilidade do desenvolvimento de energia maremotriz comercial no lado da Nova Escócia da Baía de Fundy. Os dois estudos, realizados pela Stone & Webster de Boston e pela Montreal Engineering Company de Montreal, concluíram independentemente que milhões de cavalos de potência (ou seja, gigawatts) poderiam ser aproveitados de Fundy, mas que os custos de desenvolvimento seriam comercialmente proibitivos.
Um estudo foi encomendado pelos governos do Canadá, Nova Escócia e Nova Brunswick (Reavaliação da energia das marés de Fundy) para determinar o potencial de barragens de maré na Baía de Chignecto e na Bacia de Minas – no final do estuário da Baía de Fundy. Três locais foram considerados financeiramente viáveis: Shepody Bay (1550 MW), Bacia de Cumberland (1085 MW) e Baía de Cobequid (3800 (MW). Estas nunca foram construídas, apesar da sua aparente viabilidade em 1977.

## Estudos dos EUA no século XXI
O Snohomish PUD, um distrito de serviços públicos localizado principalmente no Condado de Snohomish, estado de Washington, iniciou um projeto de energia maremotriz em 2007. Em abril de 2009, a PUD selecionou a OpenHydro, uma empresa sediada na Irlanda, para desenvolver turbinas e equipamentos para eventual instalação. O projeto, conforme concebido inicialmente, previa colocar equipamentos de geração em áreas de alto fluxo de maré e operá-los por quatro a cinco anos. Após o período de teste, o equipamento seria removido. O projeto foi inicialmente orçado em um custo total de US$ 10 milhões, com metade desse financiamento fornecido pelo PUD a partir de fundos de reserva de serviços públicos e metade de subsídios, principalmente do governo federal dos EUA. O PUD pagou parte deste projeto com reservas e recebeu uma doação de US$ 900.000 em 2009 e uma doação de US$ 3,5 milhões em subsídios em 2010, além de usar reservas para pagar cerca de US$ 4 milhões em custos. Em 2010, a estimativa orçamental foi aumentada para 20  milhões de dólares, metade a ser paga pela concessionária e metade pelo governo federal. A empresa de serviços públicos não conseguiu controlar os custos deste projeto e, em outubro de 2014, os custos aumentaram para cerca de US$ 38 milhões e a previsão é que continuem aumentando. O PUD propôs que o governo federal fornecesse um adicional de US$ 10 milhões para este aumento de custos, citando um acordo de cavalheiros.

## Desenvolvimento da energia das marés no Reino Unido
A primeira instalação de testes de energia marinha do mundo foi criada em 2003 para iniciar o desenvolvimento da indústria de energia das ondas e marés no Reino Unido. Com sede em Orkney, Escócia, o Centro Europeu de Energia Marinha (CEEM) apoiou a implantação de mais dispositivos de energia das ondas e marés do que em qualquer outro local no mundo. O CEEM fornece uma variedade de locais de teste em condições reais do mar. Seu local de teste de maré conectado à rede está localizado na Queda de Warness, na ilha de Eday, em um canal estreito que concentra a maré enquanto ela flui entre o Oceano Atlântico e o Mar do Norte. Esta área tem uma corrente de maré muito forte, que pode viajar até quatro metros por segundo nas marés vivas. Os desenvolvedores de energia maremotriz que realizaram testes no local incluem: Alstom (anteriormente Tidal Generation Ltd); ANDRITZ HYDRO Hammerfest; Atlantis Resources Corporation; Nautricity; OpenHydro; Scotrenewables Tidal Power; Voith. O recurso poderia ser 4 TJ por ano. Em outras partes do Reino Unido, a energia anual que pode ser extraída é de 50 TWh se a capacidade de 25 GW é instalada com lâminas pivotantes.

## Projetos atuais e futuro da energia maremotriz

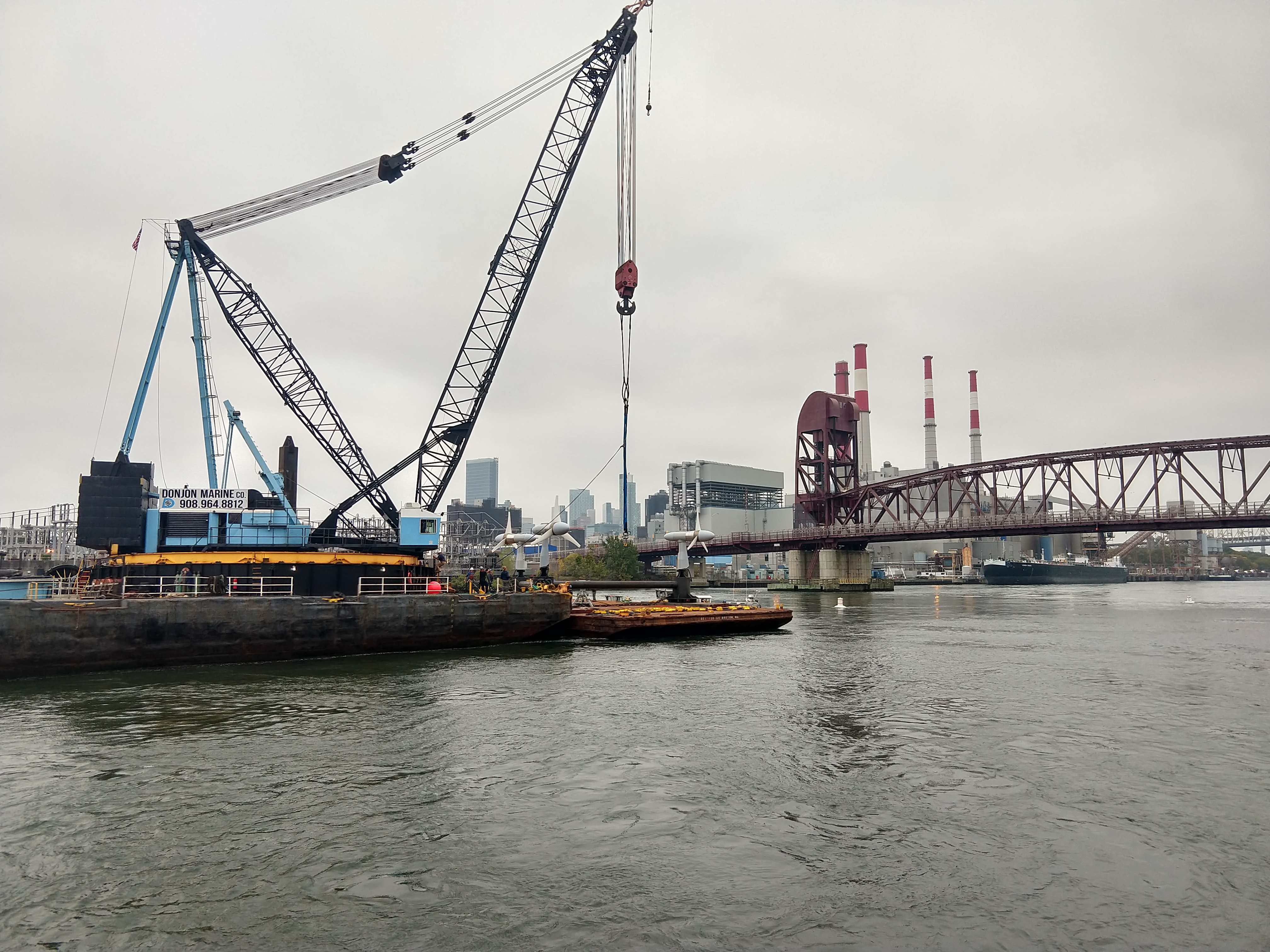
Instalação da Roosevelt Island Tidal Energy (RITE) de três turbinas subaquáticas Verdant Power de 35 quilowatts em uma única base triangular (chamada TriFrame) na costa da Ilha Roosevelt, na cidade de Nova York, em 22 de outubro de 2020.

- Instalação da Roosevelt Island Tidal Energy (RITE) de três turbinas subaquáticas Verdant Power de 35 quilowatts em uma única base triangular (chamada TriFrame) na costa da Ilha Roosevelt, na cidade de Nova York, em 22 de outubro de 2020.[24]A usina maremotriz de Rance foi construída durante um período de seis anos, de 1960 a 1966, em La Rance, França.[25]
- A usina de energia maremotriz de 254 MW do Lago Sihwa, na Coreia do Sul, é a maior instalação de energia das marés do mundo. A construção foi concluída em 2011.[26][27]
- A Central Elétrica Marítima de Jiangxia, ao sul de Hangzhou, na China, está em operação desde 1985, com capacidade instalada atual de 3,2 MW. Uma expansão está planejada perto da foz do rio Yalu.[28]
- O primeiro gerador de corrente de maré na América do Norte (Race Rocks Tidal Power Demonstration Project) foi instalado em Race Rocks, no sul da Ilha de Vancouver, em setembro de 2006.[29][30] O projeto Race Rocks foi encerrado após cinco anos de funcionamento (2006-2011) porque os elevados custos operacionais produziam eletricidade a uma taxa que não era economicamente viável.[31] A próxima fase no desenvolvimento deste gerador maremotriz será na Nova Escócia (Baía de Fundy).[32]
- A Usina de Energia Marítima Jindo Uldolmok, na Coreia do Sul, é um esquema de geração de correntes de marés planejado para ser expandido progressivamente para 90 MW de capacidade até 2013. O primeiro 1 MW foi instalado em maio de 2009.[33]
- Um sistema SeaGen de 1,2 MW tornou-se operacional no final de 2008 em Strangford Lough, na Irlanda do Norte.[34] Foi desativado e removido em 2016.[35]
- O contrato para uma barragem maremotriz de 812 MW perto da Ilha Ganghwa (Coreia do Sul), a noroeste de Incheon, foi assinado pela Daewoo. A conclusão estava prevista para 2015[26] mas o projeto foi cancelado em 2013.[36]
- O governo escocês aprovou planos para um conjunto de geradores de correntes de marés ''Òran na Mara'' de 10 MW perto de Islay, na Escócia, custando 40 milhões de libras e consistindo em 10 turbinas - o suficiente para abastecer mais de 5.000 residências. A primeira turbina estava prevista para estar em operação em 2013[37] e então foi mais uma vez anunciado em 2021.[38]
- O estado indiano de Gujarat estava planejando sediar a primeira usina de energia maremotriz em escala comercial do Sul da Ásia. A empresa Atlantis Resources planejou instalar um parque de marés de 50 MW no Golfo de Kutch, na costa oeste da Índia, com construção prevista para começar em 2012,[39] sendo posteriormente retirado devido a altos custos.[40]
- A Ocean Renewable Power Corporation foi a primeira empresa a fornecer energia das marés à rede dos EUA em setembro de 2012, quando o seu sistema piloto TidGen foi implantado com sucesso em Cobscook Bay, perto de Eastport.[41]
- Na cidade de Nova York, a Verdant Power implantou e operou com sucesso três turbinas de marés no East River, perto da Ilha Roosevelt, em um único sistema de base triangular, chamado TriFrame. O Projeto Roosevelt Island Tidal Energy (RITE) gerou mais de 300 MWh de eletricidade para a rede local, um recorde americano de energia marinha. O desempenho do sistema foi confirmado de forma independente pelo Centro Europeu de Energia Marinha (EMEC) da Escócia, de acordo com os novos padrões internacionais da Comissão Eletrotécnica Internacional (IEC). Este é o primeiro caso de verificação por terceiros de um conversor de energia das marés de acordo com um padrão internacional.[42]
- O maior projeto de energia das marés, intitulado MeyGen (398 MW), está atualmente em construção em Pentland Firth, no norte da Escócia, com 6 MW operacionais desde 2018.[43][44]
- A construção de uma usina de energia das marés de 320 MW fora da cidade de Swansea, no Reino Unido, recebeu permissão de planejamento em junho de 2015, mas foi posteriormente rejeitada pelo governo do Reino Unido em 2018. Se construída, teria sido a primeira usina de energia das marés do mundo baseada em em uma lagoa construída.[45]
- Mersey Tidal Power, uma proposta de barragem de amplitude de maré dentro do canal do estuário de Mersey, com capacidade de até 1 GW, está sendo submetida a consulta local pela Autoridade Combinada da Região da Cidade de Liverpool.[46]
- Até 240 MW de geração de correntes de marés são propostos em Morlais, Anglesey, por vários desenvolvedores, com as primeiras turbinas previstas para serem instaladas em 2026. Desde 2024, um total de 38 MW de capacidade recebeu Contratos por Diferença para fornecer energia ao Grade GB.[47]

## Problemas e desafios

### Preocupações ambientais
A energia das marés pode afetar a vida marinha. As lâminas rotativas das turbinas podem matar acidentalmente a vida aquática. Projetos como o de Strangford incluem um mecanismo de segurança que desliga a turbina quando animais marinhos se aproximam. No entanto, esta característica causa uma grande perda de energia devido à quantidade de vida marinha que passa pelas turbinas. Alguns peixes podem evitar a área se ameaçados por um objeto barulhento ou em constante rotação. A vida marinha é um fator importante na instalação de geradores de energia maremotriz, e precauções são tomadas para garantir que o mínimo possível de animais marinhos seja afetado por ele. Em termos de potencial de aquecimento global (ou seja, pegada de carbono), o impacto das tecnologias de geração de energia maremotriz varia entre 15 e 37 g CO2 -eq/kWhe, com valor mediano de 23,8 gCO2 -eq/kWhe. Isso está de acordo com o impacto de outras energias renováveis, como a eólica e a solar, e é significativamente melhor do que as tecnologias baseadas em combustíveis fósseis. A base de dados Tethys fornece acesso à literatura científica e informações gerais sobre os potenciais efeitos ambientais da energia das marés.

#### Turbinas maremotrizes
A principal preocupação ambiental com a energia das marés está associada ao impacto das pás e ao emaranhamento de organismos marinhos, pois a alta velocidade da água aumenta o risco de os organismos serem empurrados para perto ou através desses dispositivos. Como acontece com todas as energias renováveis offshore, também há uma preocupação sobre como a criação de campos eletromagnéticos e saídas acústicas pode afetar os organismos marinhos. Como esses dispositivos ficam na água, a saída acústica pode ser maior do que a criada com energia eólica offshore. Dependendo da frequência e amplitude do som gerado pelos dispositivos de energia das marés, essa saída acústica pode ter efeitos variados sobre os mamíferos marinhos (particularmente aqueles que ecolocalizam para se comunicar e navegar no ambiente marinho, como golfinhos e baleias). A remoção da energia das marés também pode causar problemas ambientais, como a degradação da qualidade da água de campo distante e a interrupção dos processos de sedimentação. Dependendo do tamanho do projeto, esses efeitos podem variar desde pequenos vestígios de sedimentos acumulados perto do dispositivo de maré até afetar gravemente os ecossistemas e processos costeiros.

#### Barragem de maré
A instalação de uma barragem pode alterar o litoral da baía ou do estuário, afetando um grande ecossistema que depende de planícies de maré. Ao inibir o fluxo de água para dentro e para fora da baía, também pode haver menos descarga da baía ou do estuário, causando turbidez adicional (sólidos suspensos) e menos água salgada, o que pode resultar na morte de peixes que atuam como uma fonte vital de alimento para pássaros e mamíferos. Os peixes migratórios também podem não conseguir acessar os riachos de reprodução e podem tentar passar pelas turbinas. As mesmas preocupações acústicas se aplicam às barragens de maré. A diminuição da acessibilidade ao transporte pode se tornar um problema socioeconômico, embora comportas possam ser adicionadas para permitir uma passagem lenta. No entanto, a barragem pode melhorar a economia local ao aumentar o acesso terrestre como uma ponte. Águas mais calmas também podem permitir melhor recreação na baía ou no estuário. Em agosto de 2004, uma baleia jubarte nadou através da comporta aberta da Estação Geradora Real de Annapolis durante a maré baixa, ficando presa por vários dias antes de finalmente encontrar seu caminho para a Bacia de Annapolis.

#### Lagoa maremotriz
Em termos ambientais, as principais preocupações são o impacto das pás nos peixes que tentam entrar na lagoa, a saída acústica das turbinas e as mudanças nos processos de sedimentação. No entanto, todos estes efeitos são localizados e não afetam todo o estuário ou baía.

### Custo
A energia das marés tem um custo inicial elevado, o que pode ser uma das razões pelas quais não é uma fonte popular de energia renovável, embora a investigação tenha demonstrado que o público está disposto a pagar e a apoiar a investigação e o desenvolvimento de dispositivos de energia das marés. Os métodos de geração de eletricidade a partir da energia das marés são uma tecnologia relativamente nova. No entanto, a energia das marés ainda está em um estágio muito inicial do processo de pesquisa e pode ser possível reduzir custos no futuro. A relação custo-benefício varia de acordo com o local onde os geradores de maré estão instalados. Um indicador da relação custo-eficácia é o rácio de Gibrat, que é o comprimento da barragem em metros dividido pela produção anual de energia em quilowatts-hora.
Como a energia das marés é confiável, é possível prever razoavelmente quanto tempo levará para pagar o alto custo inicial desses geradores. Devido ao sucesso de um projeto bastante simplificado, a turbina ortogonal oferece economia de custos considerável. Como resultado, o período de produção de cada unidade geradora é reduzido, é necessário menor consumo de metal e a eficiência técnica é maior.
Um possível risco é a elevação do nível do mar devido às alterações climáticas, que podem alterar as características das marés locais, reduzindo a futura geração de energia.

## Monitoramento de saúde estrutural
Os altos fatores de carga resultantes do fato de a água ser cerca de 800 vezes mais densa que o ar e a natureza previsível e confiável das marés em comparação com o vento tornam a energia das marés particularmente atraente para a geração de energia elétrica. O monitoramento de condições é a chave para explorá-lo de forma econômica.

### Leitura futura
- Baker, AC 1991, Energia das marés, Peter Peregrinus Ltd., Londres.
- Baker, GC, Wilson EM, Miller, H., Gibson, RA e Ball, M., 1980. "O projeto piloto de energia das marés de Annapolis", em Waterpower '79 Proceedings, ed. Anon, Imprensa do Governo dos EUA, Washington, pp 550–559.
- Hammons, TJ 1993, "Energia das marés", Anais do IEEE, [Online], v81, n3, pp 419–433. Disponível em: IEEE/IEEE Xplore. [26 de julho de 2004].
- Lecomber, R. 1979, "A avaliação de projetos de energia maremotriz", em Tidal Power and Estuary Management, eds. Português Severn, RT, Dineley, DL e Hawker, LE, Henry Ling Ltd., Dorchester, pp 31–39.
- Jubilo, A., 2019, "Potencial de energia renovável das marés: base para o desenvolvimento tecnológico no leste de Mindanao", 80ª Convenção Nacional PIChE; Crowne Plaza Galleria, Ortigas Center, Quezon City, Filipinas.
- As marés do Reino Unido podem nos ajudar a abandonar os combustíveis fósseis? Notícias da BBC. Publicado em 22 de outubro de 2023.
- Melhorando o fornecimento de energia elétrica por meio de armazenamento bombeado em lagoas de maré . David JC MacKay, Laboratório Cavendish, Universidade de Cambridge, Reino Unido. Publicado em 3 de maio de 2007.
- Mudando a maré: energia das marés no Reino Unido – Relatório da Comissão de Desenvolvimento Sustentável. Publicado em outubro de 2007.
- 2007 – Relatório da Pesquisa Global de Energia. Publicado em 2007.

## Links externos
- Portal e Repositório de Informações sobre Energia Marinha Renovável Uma rede de bancos de dados que fornece amplo acesso a informações sobre energia marinha.
- Noções básicas sobre energia marinha: energia atual Informações básicas sobre energia atual.
- Banco de dados de projetos de energia marinha Um banco de dados que fornece informações atualizadas sobre implantações de energia marinha nos EUA e ao redor do mundo.
- Banco de dados Tethys Um banco de dados de informações sobre potenciais efeitos ambientais da energia marinha e do desenvolvimento de energia eólica offshore.
- Banco de dados de engenharia da Tethys Um banco de dados de informações sobre design técnico e engenharia de dispositivos de energia marinha.
- Repositório de Dados Marinhos e Hidrocinéticos Um banco de dados para todos os dados coletados por projetos de pesquisa e desenvolvimento de energia marinha financiados pelo Departamento de Energia dos EUA.
- Severn Estuary Partnership: Página de recursos de energia das marés
- Universidade de Strathclyde ESRU —Análise detalhada dos recursos energéticos marinhos, avaliação da tecnologia atual de captura de energia e esboço do impacto ambiental
- Pesquisa Costeira – Turbina de Maré Foreland Point e avisos sobre a proposta de Barragem Severn
- Centro Europeu de Energia Marinha – Listagem de Desenvolvedores de Energia Maremotriz - recuperado em 1 de julho de 2011 (link atualizado em 31 de janeiro de 2014)
- Recursos sobre energia das marés
- Monitoramento da saúde estrutural de conversores compostos de energia das marés Arquivado em 2014-03-25 no Wayback Machine
- Energia das marés: uma nova fonte de energia (1959)
- Projetos de maré financiados pela Agência Australiana de Energia Renovável